# Kaufhaus Gassmann
Kaufhaus Gassmann is een warenhuis aan de Bahnhoffstraße in de Duitse stad Witten. Het warenhuis, dat actief is sinds 1921, had een aantal filialen in het Ruhrgebied. Na de sluiting van het laatste filiaal in 2024 resteert alleen het stamhuis nog.

## Geschiedenis
Kaufhaus Gassmann is een familiebedrijf dat in 1921 werd opgericht door Ernst en Paula Gassmann in Witten (Duitsland). Het begon als een kleine winkel op de hoek van de Bahnhofstraße en groeide in de loop van de decennia uit tot een regionaal bekende leverancier van alledaagse producten. Het assortiment bestond uit huishoudelijke artikelen, schrijfwaren, speelgoed, textiel en elektronische apparaten.
In de derde generatie werd het bedrijf geleid door Christine Gassmann-Berger, met steun van haar vader Wolfgang Gassmann. Onder haar leiding breidde Gassmann zich uit met filialen in Witten, Witten-Herbede, Meinerzhagen, Velbert-Neviges en Essen-Überruhr.
In de jaren 2020 kreeg het bedrijf echter te maken met economische moeilijkheden. Het filiaal in Meinerzhagen sloot in maart 2023, na 53 jaar. De redenen hiervoor waren onder andere dalende omzet en concurrentie van onlinehandel en grote winkelcentra. In Witten vierde het warenhuis in 2022 zijn 100-jarig bestaan. 